# Актерецький сільський округ
Актере́цький сільський округ (каз. Ақтерек ауылдық округі, рос. Актерекский сельский округ) — адміністративна одиниця у складі Жамбильського району Алматинської області Казахстану. Адміністративний центр — село Актерек.
Населення — 2971 особа (2021; 3408 у 2009, 3362 у 1999, 3554 у 1989).
Станом на 1989 рік існувала Актерецька сільська рада (села Актерек, Архарли).

## Склад
До складу округу входять такі населені пункти:
| Населений пункт | Стара назва | Населення, осіб (1989) | Населення, осіб (1999) | Населення, осіб (2009) | Населення, осіб (2021) |
| --------------- | ----------- | ---------------------- | ---------------------- | ---------------------- | ---------------------- |
| Актерек, село   | -           | 3343                   | 3081                   | 3122                   | 2738                   |
| Архарли, село   | -           | 211                    | 281                    | 286                    | 233                    |